# Referéndum constitucional de Costa de Marfil de 1958
Un referéndum constitucional para aprobar una nueva constitución en Francia tuvo lugar en Costa de Marfil francesa el 28 de septiembre de 1958 como parte de un referéndum más amplio realizado en la Unión Francesa. La nueva constitución vería al país volverse para de la nueva Comunidad Francesa de ser aprobada, o resultaría en la independencia si era rechazada. La constitución fue aprobada por el 99,9% de los electores.

## Resultados
| Opción                              | Votos     | %     |
| ----------------------------------- | --------- | ----- |
| A favor                             | 1 595 238 | 99,99 |
| En contra                           | 216       | 0,01  |
| Votos en blanco/nulos               | 1 156     | –     |
| Total                               | 1 596 610 | 100   |
| Electores registrados/participación | 1 636 533 | 97,56 |
| Fuente: Direct Democracy            |           |       |